# إيفا-ماريا بوخ
إيفا-ماريا بوخ (بالألمانية: Eva-Maria Buch)‏ هي مؤولة ‏ ألمانية، ولدت في 31 يناير 1921 في تشارلوتنبرغ في ألمانيا، وتوفيت في 5 أغسطس 1943 في سجن بلوتزينسي في ألمانيا بسبب قطع الرأس.